# Mario Bonini
Mario Bonini (Cellio, 1910 – Campagna italiana di Grecia, 29 gennaio 1941) è stato un militare italiano, decorato con la medaglia d'oro al valor militare alla memoria nel corso della seconda guerra mondiale.

## Biografia
Nacque ad Arva di Cellio, provincia di Vercelli, nel 1910, figlio di Giacomo e Rosa Gallarotti. 
Appartenente a modesta famiglia di agricoltori, prestò servizio militare di leva nel Regio Esercito, assegnato come soldato semplice al 4º Reggimento alpini dall'aprile 1930 al settembre 1931.  Richiamato per mobilitazione nel novembre 1940, in piena seconda guerra mondiale, si presentò al suo vecchio reggimento dove fu assegnato alla 2ª Compagnia del battaglione sciatori "Monte Cervino". Il 16 gennaio 1941 si imbarcava a Bari per l'Albania, per combattere sul fronte greco-albanese. Cadde in combattimento a quota 1514 dei Monti Trebescini il 29 gennaio 1941, e fu successivamente insignito della medaglia d'oro al valor militare alla memoria. Alla sua memoria è intitolato il gruppo ANA di Cellio, sezione Valsesiana.

### Fonti
1. ↑  Gruppo Medaglie d'Oro al Valore Militare 1965, p. 554.
2. ↑  Combattenti Liberazione.
3. 1 2  Bianchi, Cattaneo 2011, p. 266.
4. 1 2 3 4  Bianchi, Cattaneo 2011, p. 267.
5. ↑   Medaglia d'oro al valor militare Bonini, Mario, su quirinale.it, Quirinale. URL consultato l'11 febbraio 2023.
6. ↑  Registrato alla Corte dei conti lì 1 luglio 1949,  Esercito registro n.19, foglio 112.